# Región Purépecha
La Región Purépecha o Región Uruapan, también conocida como Región Meseta, es una de las diez regiones socioeconómicas del estado de Michoacán, para la planeación de las acciones, promover el desarrollo y satisfacer las necesidades de la población. Se localiza al centro occidente del estado.

## Municipios de la Región
La Región Purépecha está conformada por los siguientes municipios: 
| Municipio             | Población |
| Uruapan               | 356 786   |
| Chilchota             | 40 560    |
| Paracho               | 39 657    |
| Tancítaro             | 33 453    |
| Nahuatzen             | 32 598    |
| Nuevo Parangaricutiro | 20 981    |
| Cherán                | 20 586    |
| Ziracuaretiro         | 18 402    |
| Tingamabato           | 16 325    |
| Taretan               | 15 589    |
| Charapan              | 13 539    |
| Total                 | 608 476   |